# Czarter
Czarter (z ang. charter) – umowa, na podstawie której odbywa się przewóz ładunków bądź osób w żegludze, transporcie kolejowym lub lotnictwie, cechująca się nieregularnością lub wręcz jednorazowością, na określoną trasę lub czas. Także wynajęcie statku, jachtu, samolotu z załogą lub bez na określony czas w celu samodzielnej organizacji transportu, podróży.

## Rodzaje czarterów
W transporcie morskim występuje 5 rodzajów umów czarterowych:
1. czarter w jedną stronę (singleczarter) – ładunek w jedną tylko stronę;
2. czarter na podróż okrężną – ładunek w dwie strony;
3. czarter na podróże konsekutywne – zawiera się jedną umowę na przewóz kilku ładunków (kilku rejsów) w nieregularnym czasie, według jednolitych stawek;
4. czarter na czas (time czarter) – umowa o przekazaniu statku wraz z obsługą, na dane miejsce,
5. bareboat czarter – przekazuje się statek bez załogi.

## Prawo polskie
W prawie morskim według kodeksu morskiego z dnia 18 września 2001 r. (Dz.U. z 2023 r. poz. 1309):
- art. 104. Umowa przewozu ładunku może:

1. stanowić, że przewoźnik odda całą albo określoną część przestrzeni ładunkowej statku pod ładunek na jedną lub więcej podróży (umowa czarterowa), albo
2. dotyczyć przewozu poszczególnych rzeczy albo ładunku określonego według rodzaju, ilości, miary lub wagi (umowa bukingowa).

- art. 105. § 1. Umowa przewozu określa stosunek pomiędzy przewoźnikiem a frachtującym (czarterującym lub bukującym).

Na podstawie umowy czarterowej przewoźnik zobowiązuje się podstawić statek według wskazania czarterującego w miejscu odpowiednim, bezpiecznym i dostępnym bez trudności dla podejścia statku, dla jego pozostawania tam i wyjścia z ładunkiem bez przeszkód. Czarterujący może niezależnie od tego, czy miejsce ładowania zostało w umowie ustalone, domagać się od przewoźnika – za zwrotem związanych z tym kosztów – przeholowania lub przeciągnięcia statku z jednego miejsca na drugie, chyba że przewóz odbywa się statkiem obsługującym linię regularną.
Treścią umowy czarterowej jest oddanie rzeczy do używania w zamian za określone wynagrodzenie. Pod tym względem czarter wykazuje podobieństwo do umowy najmu rzeczy ruchomych uregulowanej w Kodeksie cywilnym. Może być także umową o świadczenie usług, do których w prawie polskim stosuje się odpowiednio przepisy o zleceniu (art. 750 k.c.).